# Taza (província)

Bandeira da província.

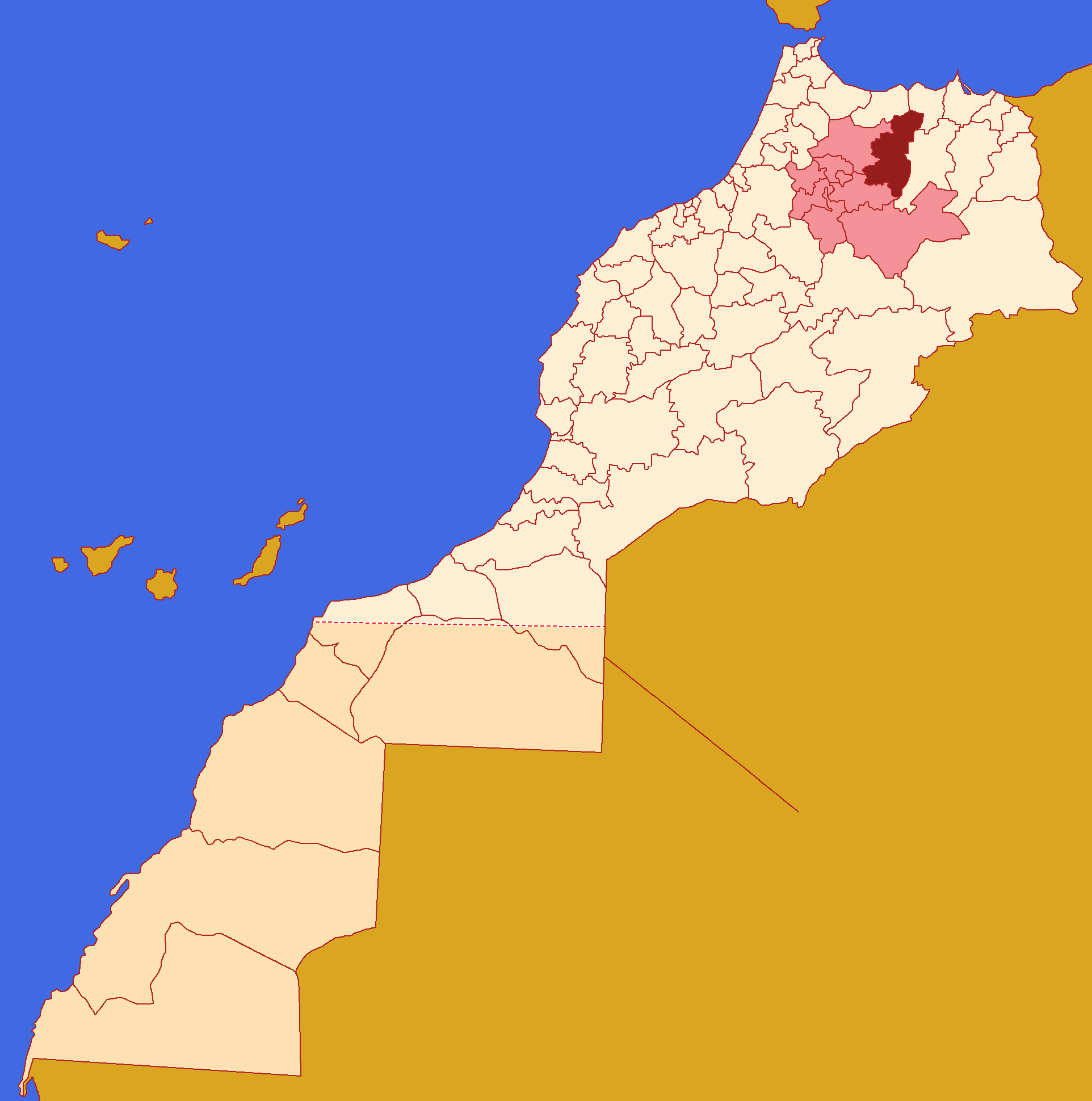
Localização da província em Marrocos.

Taza é uma província de Marrocos, que pertence administrativamente a região de Fez-Meknès. A sua capital é a cidade de Taza.

## Características geográficas
Superfície: 7.098 km²
População total: 528.419 habitantes (em 2014)